# Orión FC
Orión FC ist ein Fußballverein der Provinz Cartago, Costa Rica, welcher zurzeit in der dritthöchsten costa-ricanischen Spielklasse, der Primera División Aficionada spielt.

## Geschichte

### Der ursprüngliche Orión FC (1926 bis 1998)
Orión FC wurde im Jahre 1926 gegründet und spielte ab 1930 in der Primera División de Costa Rica.
Orión blieb von 1926 bis zu seinem Abstieg in der Saison 1968, mit Ausnahme der Saison 1959, erstklassig und erreichte vor allem in den 40er und Anfang 50er Jahren regelmäßig gute Platzierungen. 1938 und 1944 gelang es Orión, sich den Meistertitel zu sichern; 6 Mal (1931, 1940, 1945, 1949, 1951 und 1964) erreichte Orión einen zweiten Platz.
Außerdem brachte Orión gerade in den 40er und 50er Jahren viele große Spieler heraus und war für seine exzellente Mannschaft bekannt.
1935 ging aus der Jugendabteilung bzw. aus der zweiten Mannschaft Orións der heutige costa-ricanische Rekordmeister CD Saprissa hervor.
1968 stieg Orión in die Liga de Ascenso-Segunda División ab, 1978 gar in die zweite Amateurliga (insgesamt 4. Liga). Als Orión 1998 im entscheidenden Spiel gegen den Abstieg nur ein Unentschieden holte, stieg der Klub in die 3. Amateurliga ab. Für den damaligen Klubpräsidenten Manolo Gómez war dies der entscheidende Moment, die Fahne des in früheren Jahrzehnten so erfolgreichen Klubs einzurollen.

### Der wiederbelebte Orión FC (ab 2007)

#### Zweitklassigkeit und Abstieg (2007–2011)
2007 entschied sich der spanisch-costa-ricanische Trainer und Manager Juan Luis Hernández, den Orión FC vor dem Vergessenwerden zu bewahren und belebte ihn wieder. Hernández kaufte dem Klub ein Franchise für die Liga de Ascenso-Segunda División (vom Klub AD Puntarenense Parrita), mit dem Ziel, in die Primera División aufzusteigen.
Aufgrund sich nicht einstellender Beliebtheit bei der Bevölkerung wechselte Orión mehrmals seinen Sitz, so spielten sie unter anderem in Tibás, Cartago, Atenas, Orotina und Curridabat. Außerdem hatte der Klub mehrere Namenszusätze wie z. B. Orión-Tibás und Orión-Periféricos.
In der Saison 2009/2010 belegte Orión FC den letzten Platz und stieg in die Primera División Aficionada, den Amateurfußball, ab.

#### Zurück in der Erstklassigkeit und direkter Wiederabstieg (2011/12)
Als Brujas FC sich während der zweiten Hälfte der Saison 2010/11 in extremen finanziellen Schwierigkeiten befand und schließlich aufgelöst wurde, ergriff Juan Luis Hernández die Möglichkeit und schloss mit den Besitzern des Franchise einen Vertrag, das Franchise mindestens fünf Jahre mit Orión zu nutzen. Des Weiteren einigte Hernández sich mit der Stadt Desamparados darauf, die Heimspiele, wie zuvor Brujas, im Estadio Cuty Monge auszutragen. Außerdem übernahm Orión die Jugendabteilungen und Teile des Kaders von Brujas.
Um sich mit der Bevölkerung von Desamparados zu identifizieren, gab Hernández dem Klub einen Namenszusatz, so dass Orión unter dem Namen „Orión FC – Desamparados“ an den Start ging.
Die Oberbürgermeisterin von Desamparados, Maureen Fallas, setzte juristisch durch, Orión das Nutzungsrecht für das Estadio Hernán „Cuty“ Monge zu entziehen. Dies war ihr möglich, da sich das Stadion aufgrund des Arrests Minor Vargas’ in den USA nun wieder vollständig im Besitz der Stadt Desamparados befunden hatte. So sah sich der Verein gezwungen, ein neues Domizil für die Spielzeit Verano 2012 zu suchen. Der Verein trug somit ab Januar 2012 die Heimspiele seiner Profimannschaft in Tarrazú, San José aus; die rund 900 Schüler umfassende Fußballschule des Vereins zog nach Hatillo 8 um.
Orión belegte nicht nur in den beiden Halbjahresspielzeiten, sondern auch in der Gesamttabelle den letzten Platz und musste somit in einem Relegationsspiel gegen den Vizemeister der zweiten Liga, AD Carmelita ein Relegationsspiel bestreiten. Orión verlor die Relegation und stieg somit in die Liga de Ascenso-Segunda División ab. Grund für die schlechte Rückrunde (8 Punkte in 20 Spielen) waren vor allem die schlechten mit dem ungewollten Umzug nach Tarrazú verbundenen Rahmenbedingungen und die finanziell angespannte Situation.

#### 2. Liga 2012/13 und Drittklassigkeit
In der Saison 2012/2013 spielte Orión FC, nun ohne den Namenszusatz „Desamparados“, wieder in der zweitklassigen Liga de Ascenso-Segunda División. Orión belegte den letzten Platz in der Gesamttabelle und stieg somit in die drittklassige Amateurliga Primera División Aficionada ab.

## Erfolge
- Meister (Liga de Fútbol de Primera División) (2 ×): 1938, 1944
- Pokalsieger (Torneo de Copa de Costa Rica) (1 ×): Copa Esso 1938

## Stadion
Seit dem Absturz in die Drittklassigkeit 2013 trägt Orión seine Heimspiele auf einem Sportplatz nahe Cartago aus.